# María Repetto
María Repetto (Voltaggio, 31 de octubre de 1807 - Génova, 5 de enero de 1890) es una religiosa profesa italiana de las Hermanas de Nuestra Señora del Refugio en el Monte Calvario y reconocida como beata por la Iglesia católica.

## Biografía

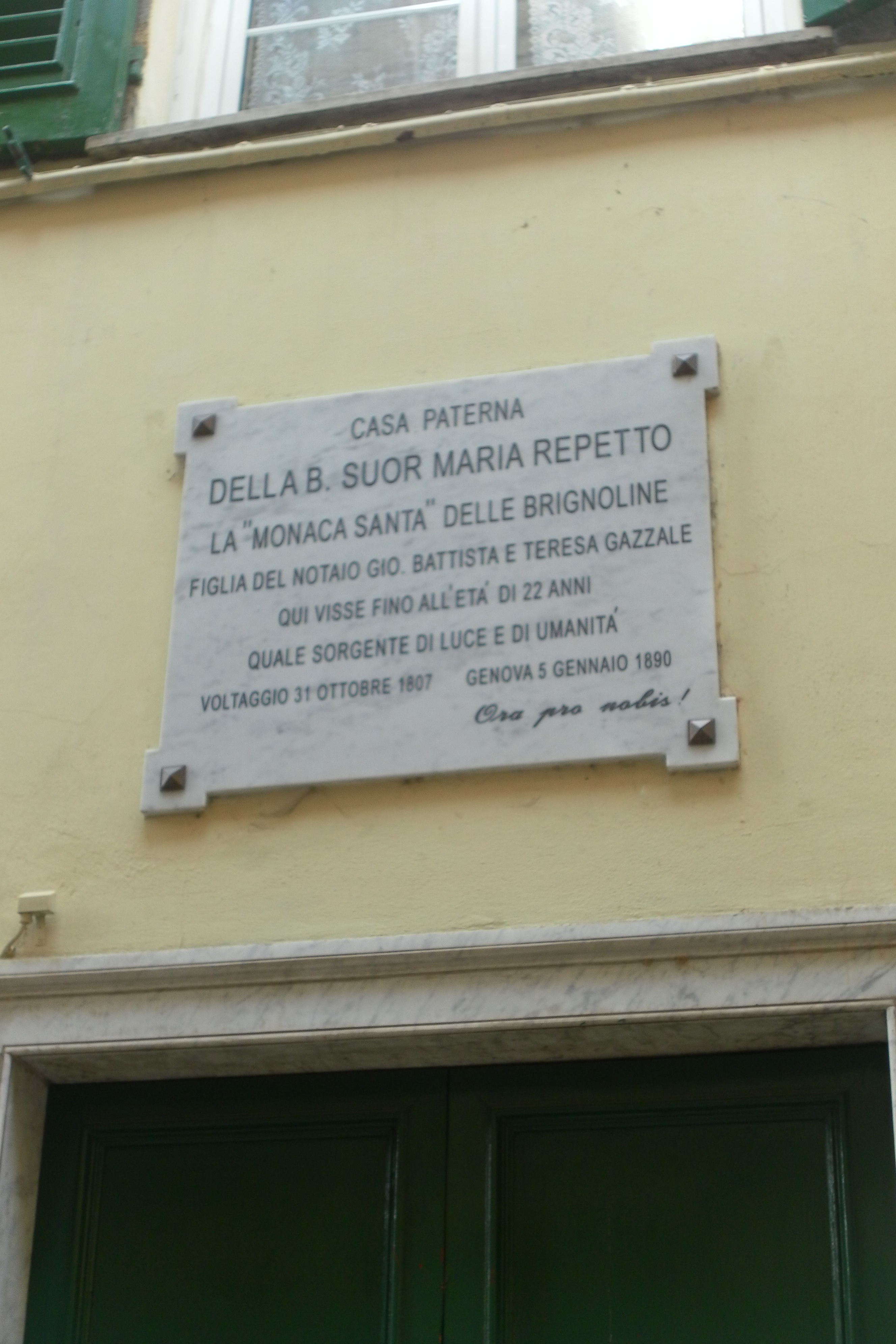
Placa conmemorativa sobre la casa de María Repetto en Voltaggio

Hija de un notario, la mayor de 11 hermanos, María  nació el 31 de octubre de 1807 en Voltaggio en Italia. Su familia es muy piadosa, tres de sus hermanas se vuelven religiosas y uno de sus hermanos es nombrado sacerdote. Ella misma se unió el 7 de mayo de 1829 a las Hermanas de Nuestra Señora del Refugio, cerca de Génova. Recibe el hábito el 15 de agosto de 1829 y pronuncia sus votos dos años después.
Hermana ejemplar con respecto a su obediencia y a su humildad, María es empleada primeramente en las labores como costurera y bordadora. Pero, su vista va disminuyendo, se confía el papel de portera. Allí, recibe todos los que se presentan a la puerta del convento, con amabilidad y generosidad. Los visitantes acudieron en masa, lo que vale a María  algunas recriminaciones de sus hermanas que estiman que este malestar caritativo las molesta en sus oraciones.
María  tiene una gran devoción por san José de Nazaret, lo reza todo el tiempo, distribuye medallas, y reclama su intercesión por quienes la piden con naturalidad y sencillez.
Por ejemplo, con una mujer que viene a verla a la puerta de la clausura para pedirle que ore por su marido que se ha quedado ciego, ella va a su celda y gira la imagen de San José hacia la pared, diciéndole que se dé cuenta de lo que es ser ciego. Al día siguiente, la mujer regresa, su marido está curado, María da la vuelta a la imagen y dice: « Gracias San José ».
Es llamada por los habitantes de Génova Monaca santa (monja santa), tanto por sus consejos ilustrados como por su caridad siempre alegre.  Hacia el final de su vida, María dijo que tenía visiones y que conversó con Jesús y los santos.  Murió el 6 de enero de 1890 en Génova y fue enterrada en la iglesia de su convento.

## Beatificación
La naturaleza heroica de sus virtudes fue declarada el 4 de julio de 1968 y fue beatificada por el Papa Juan Pablo II el 4 de octubre de 1981.
Durante la ceremonia de beatificación de María Repetto, el Santo Padre dijo: "Incluso más que la puerta de su convento, ella mantuvo su corazón abierto a todos, para siempre dar y dar todo a Dios y a los pobres, en serenidad y alegría".